# Citadel LLC
Citadel LLC ist ein US-amerikanisches Finanzdienstleistungsunternehmen, das unter anderem Hedgefonds betreibt.

## Geschichte
Im Jahr 1987 begann der damals neunzehnjährige Harvard-Student Kenneth Griffin, aus seinem Wohnheim heraus mit Wandelanleihen zu handeln. Dabei war er so erfolgreich, dass er innerhalb kurzer Zeit eine Million Dollar verdiente und die Aufmerksamkeit des Hedgefonds-Managers Frank Meyer erregte. Dieser half Griffin, die Wellington Financial Group zu gründen, mit der Griffin 1990 nach Chicago zog und Arbitrage-Geschäfte auf Wandelanleihen durchführte. Im Jahr 1994 firmierte das noch junge Unternehmen in Citadel um. Lag das investierte Kapital 1996 bei 500 Millionen Dollar, so verdoppelte sich dieser Wert in den folgenden beiden Jahren auf eine Milliarde Dollar im Jahr 1998. Die Geschäftstätigkeit wurde über mehrere Jahre auf verschiedene Investmentsektoren ausgeweitet. Im Jahr 2002, kurz nach der Pleite von Enron, warb Citadel eine große Anzahl von Händlern ab, mit denen das Unternehmen seinen Commodity-Handel begann. Heute betreibt Citadel mehrere Niederlassungen in den Vereinigten Staaten, dem Vereinigten Königreich und China, sowie ein Büro in Toronto.
Forbes gab das Vermögen von Unternehmensgründer Griffin im Jahr 2019 mit 11,6 Milliarden US-Dollar an und bezeichnete ihn als einen der bestverdienenden Hedgefonds-Manager. Das Unternehmen hat seinen Hauptsitz im Citadel Center, einem Hochhaus im Chicago Loop. Im April 2015 wurde bekannt, dass der ehemalige Fed-Präsident Ben Bernanke einen Beraterposten bei Citadel angenommen hat.
2022 erzielte der Hedgefonds mit 16 Milliarden Dollar den höchsten Gewinn, den ein Hedgefonds jemals vermeldet hat.